# Accademia Adrianea di Architettura e Archeologia Onlus
L'Accademia Adrianea di Architettura e Archeologia Onlus è un’organizzazione non a scopo di lucro fondata nel 2007 da Pier Federico Caliari, Carola Gentilini e Romolo Martemucci. Ha sede a Roma, ed è attiva nel campo della valorizzazione del patrimonio archeologico, della ricerca scientifica e dell’alta formazione classica con orientamento progettuale in architettura, museografia e in design. Dal 2017, il Presidente dell’Accademia Adrianea di Architettura e Archeologia è Pier Federico Caliari.

## Descrizione
L’Accademia Adrianea opera all’interno di una rete di relazioni internazionali ed è impegnata principalmente in attività a supporto della riqualificazione dei beni culturali archeologici: da una parte si costituisce come entità promotrice di iniziative concorsuali capaci di coinvolgere istituzioni universitarie ed enti di ricerca pubblici e privati nel confronto sui temi delle grandi sfide della contemporaneità riferite alla fruizione del patrimonio; dall’altra opera come scuola di architettura e museografia in sinergia con corsi di laurea universitari. L’insieme degli esiti di queste due attività costituisce un corpus di esperienze oggetto di costante disseminazione scientifica. Tale corpus è composto da:
- organizzazione del Concorso Internazionale Piranesi – Prix de Rome, in tutte le sue declinazioni (Premio Universitario, Premio di Architettura per l’Archeologia, Premio Scientifico e Premio alla Carriera);
- organizzazione di un Corso di Master itinerante in architettura, museografia e allestimento per l’archeologia. Progettazione sostenibile e valorizzazione strategica del patrimonio archeologico;
- impegno nella ricerca scientifica supportata da un’attività editoriale normata ANVUR che consiste in pubblicazioni di collane tematiche (Progettare  Archeologia, Piranesi Prix de Rome. Lectiones Magistrales), pubblicazione di monografie connesse, in particolare, agli esiti concorsuali del Premio Scientifico e delle Call Internazionali di Progettazione (Quaderni di 4A); infine, sull’attività del periodico 4A Journal, rivista interdisciplinare di culture del progetto.

## Call Internazionali
Accademia Adrianea è stata promotrice e organizzatrice di tre grandi consultazioni concorsuali pubbliche riservate ai Dipartimenti universitari e al professionismo di alto profilo internazionale: nel 2016, il concorso di progettazione per la Riqualificazione di Via dei Fori Imperiali a Roma in collaborazione con l’Ordine degli Architetti, Pianificatori, Paesaggisti e Conservatori della Provincia di Roma; nel 2018 il concorso per la Riqualificazione della Buffer Zone Unesco di Villa Adriana (concorso per la Grande Villa Adriana) in collaborazione con il Ministero della Cultura – VILLAE; nel 2022, il concorso per la Riqualificazione dell’Acropoli di Atene e le sue adiacenze, in collaborazione con il Ministero della Cultura – Scuola Archeologica Italiana di Atene.

### Esiti concorsuali
| Call per la Riqualificazione di Via dei Fori Imperiali a Roma | Call per la Riqualificazione di Via dei Fori Imperiali a Roma | Call per la Riqualificazione di Via dei Fori Imperiali a Roma | Call per la Riqualificazione di Via dei Fori Imperiali a Roma | Call per la Riqualificazione di Via dei Fori Imperiali a Roma |
| Edizione                                                      | Curatori                                                      |                                                               | Vincitori \| Università e studi di architettura               | Vincitori \| Università e studi di architettura               |
| ------------------------------------------------------------- | ------------------------------------------------------------- | ------------------------------------------------------------- | ------------------------------------------------------------- | ------------------------------------------------------------- |
| 2016                                                          | Pier Federico Caliari                                         | 1° ex aequo                                                   | Alexander Schwarz, Universität Stuttgart                      | David Chipperfield Architects Berlin                          |
| 2016                                                          | Luca Basso Peressut                                           | 1° ex aequo                                                   | Luigi Franciosini, Università di Roma Tre                     | Riccardo Petrachi, 2TR                                        |
| 2016                                                          |                                                               | 1° ex aequo                                                   | Franco Purini, Sapienza Università di Roma                    | Tommaso Valle, Valle Engineering                              |

| Call per la Riqualificazione della Buffer Zone Unesco di Villa Adriana (concorso per la Grande Villa Adriana) | Call per la Riqualificazione della Buffer Zone Unesco di Villa Adriana (concorso per la Grande Villa Adriana) | Call per la Riqualificazione della Buffer Zone Unesco di Villa Adriana (concorso per la Grande Villa Adriana) | Call per la Riqualificazione della Buffer Zone Unesco di Villa Adriana (concorso per la Grande Villa Adriana) | Call per la Riqualificazione della Buffer Zone Unesco di Villa Adriana (concorso per la Grande Villa Adriana) |
| Edizione | Curatori | | Vincitori \| Università e studi di architettura                                                               | Vincitori \| Università e studi di architettura                                                               |
| --- | --- | --- | --- | --- |
| 2018 | Pier Federico Caliari                                                                                         | 1° | Federico Bucci, Politecnico di Milano - Polo di Mantova                                                       | Eduardo Souto de Moura                                                                                        |
| 2018 | Luca Basso Peressut                                                                                           | 2° | Pier Luigi Mondaini, Università Politecnica delle Marche                                                      | Università Leibniz di Hannover                                                                                |
| 2018 | | 3° | Paolo Mellano, Politecnico di Torino - DAD                                                                    | João Nunes - PROAP                                                                                            |

| Call per la Riqualificazione dell'Acropoli di Atene | Call per la Riqualificazione dell'Acropoli di Atene | Call per la Riqualificazione dell'Acropoli di Atene | Call per la Riqualificazione dell'Acropoli di Atene | Call per la Riqualificazione dell'Acropoli di Atene                         |
| Edizione                                            | Curatori                                            |                                                     | Vincitori \| Università e studi di architettura | Vincitori \| Università e studi di architettura                             |
| --------------------------------------------------- | --------------------------------------------------- | --------------------------------------------------- | --- | --------------------------------------------------------------------------- |
| 2022-2023                                           | Pier Federico Caliari                               | 1° ex aequo                                         | Alexander Schwarz, Universität Stuttgart | David Chipperfield Architects Berlin                                        |
| 2022-2023                                           | Greta Allegretti                                    | 1° ex aequo                                         | Massimo Ferrari, Claudia Tinazzi, Politecnico di Milano, DABC                                                                                                 | Estudi D'Arquitectura Toni Gironès                                          |
| 2022-2023                                           |                                                     | 1° ex aequo                                         | Carla Bartolozzi, Mauro Berta, Massimo Crotti, Annalisa Dameri, Francesco Leoni, Paolo Mellano, Francesco Novelli, Emanuele Romeo Politecnico di Torino - DAD | Maria Elisa Micheli, Università di Urbino, Dipartimento di Studi Umanistici |